# João Carriço
João Gonçalves Carriço (Juiz de Fora, 1886 — 1959) foi um dos pioneiros do cinema brasileiro.
Inaugurou na cidade de Juiz de Fora, em 1927, o Cine Teatro Popular, dotado de 500 lugares, cujo objetivo era promover diversão a preços populares.
Fundou em 1934 a Carriço Film, passando a produzir cinejornais e documentários, as quais retratavam a vida social e política da cidade: as visitas do presidente Getúlio Vargas a Juiz de Fora, comícios políticos, festas populares e religiosas, eventos esportivos, além das primeiras experiências de transmissão de televisão em Juiz de Fora.
A Carriço Film encerrou suas atividades em 1959, quando da morte de João Carriço. O último cinejornal por ela produzido foi sobre o enterro do próprio João Carriço, com imagens feitas por seu filho Manuel Carriço. O Cine Teatro Popular continuou em funcionamento até 1966. Seu acervo encontra-se na Cinemateca Brasileira em São Paulo.